# Inga Lindström: Emma Svensson und die Liebe
Emma Svensson und die Liebe ist ein deutscher Fernsehfilm von Karola Meeder aus dem Jahr 2006. Er ist Bestandteil des ZDF-Herzkino-Sonntagsfilms und der 16. Film der Inga-Lindström-Reihe nach der gleichnamigen Erzählung von Christiane Sadlo. Die Hauptrollen sind mit Heide Keller, Karl-Heinz Vosgerau, Ivonne Schönherr und Marcus Grüsser besetzt.

## Handlung
Frederik Lindberg verlässt das Schiff, auf dem er als 1. Offizier arbeitet, weil er mit Kapitän Olsson uneins ist. Er wirft ihm vor, die Sicherheit zu vernachlässigen. Zur gleichen Zeit hat Hilla Svensson eine Anprobe für ihr Brautkleid, ihr Verlobter Max Falin, Anwalt in der Kanzlei seines Vaters wirkt abwesend und hat keine Meinung zum Brautkleid. Hilla wird dies alles zu viel, sie stürmt aus dem Laden und begegnet dort Frederik, den sie um seine Meinung zum Kleid fragt. Frederik würde sie sofort heiraten, wäre sie nicht schon vergeben, so seine Meinung. Irgendwie hat sie das Gefühl, dass sie den Mann kennt, kann aber nicht sagen von wo.
Nachdem sich Hilla mit Max gestritten hat, besucht sie ihre Großmutter auf dem Land, bei der sie aufgewachsen ist. Emma kann Hilla nicht verstehen, denn sie hat große Pläne mit ihr. Sie soll den Verlag von ihr übernehmen, sobald sie verheiratet ist. Sekretär Christian, der der Großonkel von Frederik ist, kann als einziger Hilla verstehen, getraut sich aber nicht, gegenüber seiner Chefin etwas zu sagen. Frederik besucht seinen Großonkel, da der Gärtner ausgefallen ist, bietet er seine Hilfe an. Bei einem Ausritt trifft Hilla auf Frederik und weiß nun, woher sie den Mann, der ihr vor dem Geschäft in Stockholm begegnet ist, kennt. Schon bald verbringen die beiden viel Zeit miteinander und tauschen Geschichten aus ihrer gemeinsamen Kindheit aus. Dabei verlieben sie sich ineinander, aber Hilla weiß, dass dies nicht geschehen darf.
Als Emma von der Romanze erfährt, verlangt sie von Frederik, dass er Hilla nicht mehr trifft. Christian bekommt dies auch mit, hält sich aus Loyalität zu Emma wieder zurück. Kurze Zeit später hat Frederik einen Termin wegen der Sache mit seinem alten Job. Dabei lernt er Max Falin kennen, er ist der Anwalt des Kapitäns. In diesem Moment weiß er aber noch nicht, dass er der Verlobte von Hilla ist.
Da Emma gesundheitliche Probleme mit dem Herzen hat, drängt sie Max, die Hochzeit mit Hilla vorzuverlegen. Sie will sich erst operieren lassen, wenn die beiden verheiratet sind. Emma veranstaltet ein Sommerfest auf ihrem Gut mit dem Ziel, Hilla die Firma zu übergeben. Doch währenddessen bricht sie zusammen und muss notfallmäßig ins Krankenhaus. Danach überstürzen sich die Ereignisse. Hilla will sich ihre Liebe zu Frederik nicht eingestehen, Frederik läuft davon und Christian kündigt, weil er es nicht mehr erträgt. Er war schon immer in Emma verliebt, aber die Standesregeln ließen es nicht zu.
Nachdem sich Hilla endlich ihrer Gefühle zu Frederik sicher ist, geht sie nach Stockholm und sagt Max die Wahrheit. Danach trifft sie zufällig auf Christian. Er sagt ihr, wo Frederik sich gerade aufhält. Nach einem neuerlichen Herzanfall kehrt auch Christian zu Emma zurück. Auch sie hat es endlich eingesehen und gesteht ihm ihre Liebe. Auch Hilla und Frederik kommen endlich zusammen. Frederik gewinnt den Prozess und wird Kapitän.

## Hintergrund
Emma Svensson und die Liebe wurde vom 3. August bis zum 1. September 2006 an Schauplätzen in Nyköping, Stockholm und Umgebung gedreht. Produziert wurde der Film von der Bavaria Fiction GmbH.

## Rezeption

### Einschaltquote
Die Erstausstrahlung am 7. Januar 2007 im ZDF wurde von 7,65 Millionen Zuschauern gesehen, was einem Marktanteil von 20,3 % entspricht.

### Kritiken
Die Kritiker der Fernsehzeitschrift TV Spielfilm zeigten mit dem Daumen geradeaus und fassten den Film mit den Worten „Gediegenes Liebesgeplänkel vor großbürgerlicher Kulisse“ kurz zusammen.